# Hluboš (zámek)
Pozdně barokní zámek ve středočeské obci Hluboši na Příbramsku vznikl přestavbou někdejší tvrze v polovině 16. století. Kolem roku 1872 byl rozšířen a pseudorenesančně upraven. Počátkem dvacátých let 20. století zámek sloužil jako letní sídlo prezidenta T. G. Masaryka. Od roku 1958 je zámek chráněn jako kulturní památka.

## Historie
První písemná zmínka o tvrzi pochází z roku 1502, ale už na počátku patnáctého století ve vsi sídlil vladyka Zbraslav z Hluboše († 1415), po němž vesnici zdědil syn Oldřich z Drasovic a vnuk Jan z Hluboše. Okolo roku 1455 byl majitelem vsi Václav z Koněprus. Roku 1502 vesnice s tvrzí patřila Janovi ze Svárova, jehož syn ji v roce 1533 prodal Petrovi Vamberskému z Rohatců.
Petrovi potomci Adam, Petr, Hynek a Felix Vamberští z Rohatců Hluboš roku 1575 prodali Bedřichu Hořčici z Prostého. Bedřichovi patřil nejvýše čtyři roky, protože v roce 1579 zde sídlil Václav Šturm z Hyršfeldu a o rok později Albrecht Vtelenský z Vtelna. Jeho syn Karel se zúčastnil stavovského povstání v letech 1618–1620, za což mu byl zabaven majetek. Hlubošské panství, ke kterému patřily vesnice Bratkovice a Sádek s poplužními dvory a ves Drahlín, poté roku 1623 koupil za 12 000 zlatých Václav Bechyně z Lažan. Roku 1629 statek koupila Mandaléna Bechyňová z Olbramovic, po jejíž smrti polovinu zdědil manžel Jan Humprecht z Račína a druhou její dcery Eliška, Alena Markéta a Kateřina. O dědictví se přihlásili také synové Kryštof František a Jindřich Adam, kteří společně se sestrami Hluboš roku 1637 přenechali Janu Humprechtovi.
Po smrti Jan Humprechta v roce 1641 panství zdědili synové Kryštof František a Jindřich Adam z Račína, ale od roku 1648 byl jediným majitelem starší Kryštof František, který zemřel nejspíše roku 1673. Jeho tři synové si rozdělili dědictví na třetiny, z nichž jedna zahrnovala Hluboš se zchátralou tvrzí. Brzy však byly jednotlivé díly spojeny do jednoho a jejich majiteli byli roku 1705 sourozenci Václav, František Karel, Kateřina a Tereza Bechyňové z Lažan.
Roku 1741 panství získal Jan Antonín Hochberg z Hennersdorfu, jehož potomci nechali starou tvrz přestavět na zámek. Panství jim patřilo až do roku 1816, po kterém se majiteli stali v letech 1826–1835 kníže Otto Viktor z Schönberg-Waldenburgu a v letech 1835–1872 hrabě Ludvík Pourtalès. Posledním šlechtickým rodem na Hluboši byli od roku 1872 Oettingen-Wallersteinové, kteří zámek upravili do dochované podoby.
Hochbergové se velmi zasloužili o zvelebení celého kraje. Zámek nechali ve druhé polovině 18. století do základů zbořit a na jeho místě postavili pozdně barokní zámek s kaplí svatého Kříže, obklopený botanickou zahradou a arboretem. Hochbergové ovšem přecenili své finanční možnosti a museli dát zámek do loterie. Na zámku opět začalo střídání majitelů, jehož výsledkem bylo jeho nemilosrdné plundrování a zánik botanické zahrady.[zdroj⁠?!]

### Dvacáté století
Po zániku Rakouska-Uherska a vyhlášení Československa se panství ocitlo v záboru, neboť se na něj vztahovala pozemková reforma. V letech 1920 a 1921 sloužil zámek jako letní sídlo prezidenta T. G. Masaryka, pro nějž prezidentská kancelář Hluboš pronajala od knížete Oettingena za 4 000 Kč. V roce 1925 přešel celý majetek do vlastnictví státu.[zdroj⁠?!]
V roce 1926 něj ho ještě téhož roku koupil příbramský továrník Josef Kolařík. Rodina Kolaříkových vlastnila zámek s velkostatkem až do znárodnění v roce 1948. Na zámku se poté vystřídala celá řada uživatelů. Byla zde politická škola, kasárna, ubytovna pro dělníky uranových dolů a střední odborné učiliště s internátem.[zdroj⁠?!]

### Po roce 1989
Po roce 1989 byla převážná část majetku vrácena v restituci potomkům továrníka Josefa Kolaříka, kteří jej postupně opravovali. Od května roku 2001 byla na zámku zpřístupněna rozsáhlá expozice, která přibližovala pobyt prezidenta T. G. Masaryka na Hluboši a historii zámku.
Od roku 2010 byl zámek uzavřen a nabízen k prodeji. V roce 2017 byl prodán novému majiteli, kterým je společnost Zámek Hluboš s. r. o. V zámku plánoval vybudovat manufakturu s ruční výrobou potravin bez chemie, barviv a konzervantů, a také minipivovar.Záměry nového majitele však nebyly realizovány a zámek měl být prodán jinému vlastníkovi. Prodej se však nezdařil a stal se předmětem soudního sporu, což přispělo k pokračujícímu chátrání této kulturní památky.

## Stavební podoba

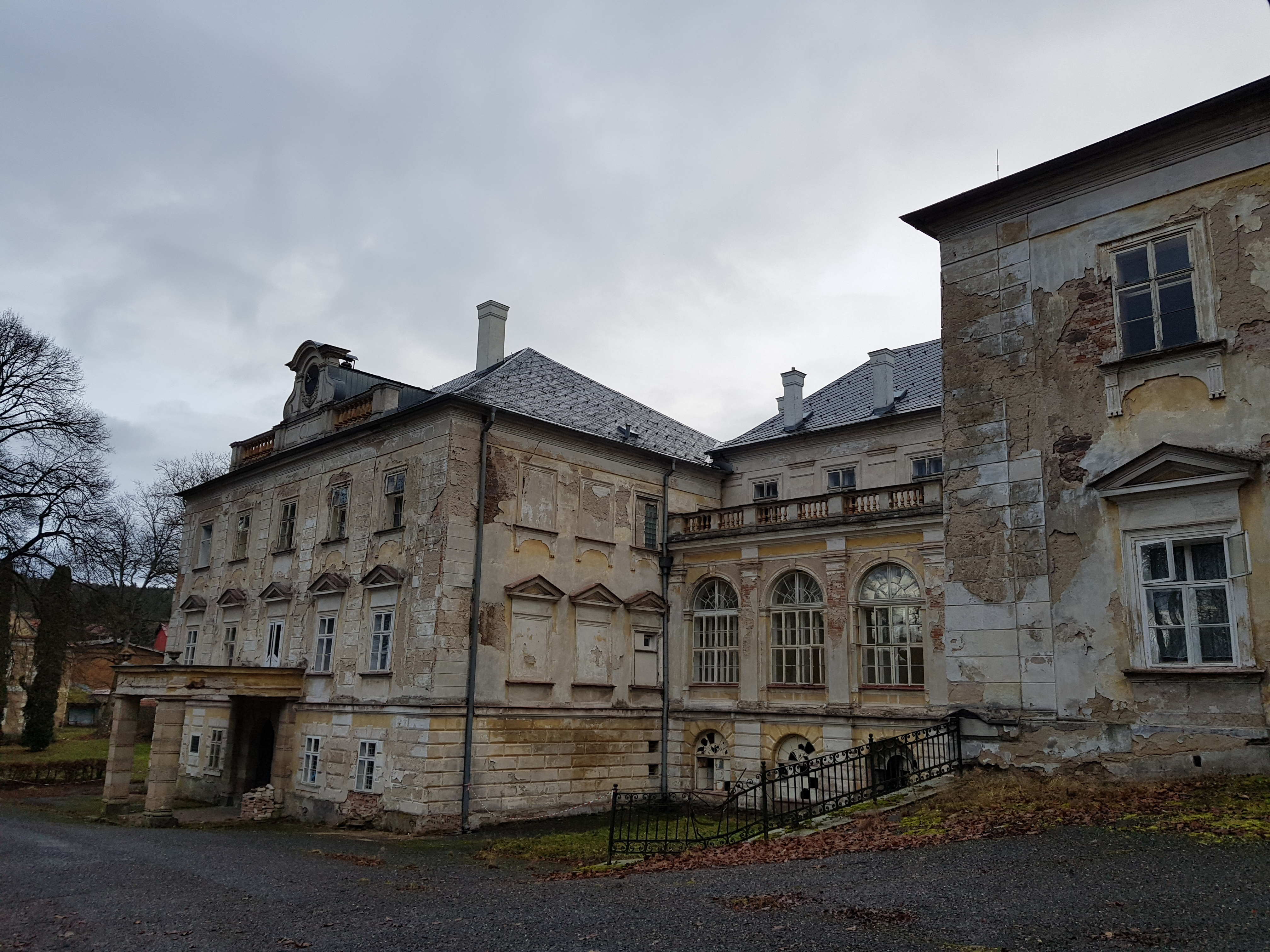
Zahradní průčelí

Podle popisu z roku 1623 tvrz tvořila patrová budova se středním rizalitem, který ji převyšoval. Dochovaná podoba zámku je v jádru pozdně barokní s novorenesančními a pozdějšími úpravami. Hlavní budova má obdélníkový půdorys se středovým rizalitem zdůrazněným čtveřicí pilastrů a supraportami oken v dolním patře. Rizalit je zakončen atikou, nad kterou se zvedá volutový štít. Před zahradní průčelí předstupují dvě boční vstupní křídla, mezi nimiž vede arkádová galerie nesoucí terasu. Uvnitř středního traktu se nachází velký sál s pozdně barokními krby. Valeně zaklenuté sklepy jsou nejspíše pozůstatkem původní tvrze.